# Tipulogaster lancea
Tipulogaster lancea är en tvåvingeart som beskrevs av Tomasovic 2002. Tipulogaster lancea ingår i släktet Tipulogaster och familjen rovflugor. Inga underarter finns listade i Catalogue of Life.